# Fermat Search
Fermat Search è un progetto di calcolo distribuito per la ricerca divisori più grandi dei Numeri primi di Fermat.

## Obiettivi del progetto
I numeri di Fermat hanno una forma matematica molto elegante: {\displaystyle 2^{2^{n}}+1}. I primi 5 numeri F0=3, F1=5, F2=17, F3=257, F4=65537 sono tutti primi. Avendo scoperto questo particolare, Pierre de Fermat assunse che tutti i numeri di questo tipo fossero primi. Aveva torto. Nel 1732 dopo quasi un secolo, Eulero dimostrò elegantemente che F5 aveva un fattore: 641 e quindi non era primo. Il 1732 può essere considerato come l'inizio della ricerca dei divisori di altri numeri di Fermat. In 3 secoli sono stati trovati più di 200 divisori.
È stato dimostrato che tutti i divisori dei numeri primi di Fermat hanno la forma matematica:
{\displaystyle k\times 2^{m}+1}
con {\displaystyle m\geq n+2}
Utilizzando questo corollario in tre secoli sono stati trovati più di 200 divisori. Questo progetto si propone di trovare divisori maggiori. Con l'ausilio del calcolo distribuito e dei computer dei volontari questo progetto propone ai partecipanti di entrare nella storia della matematica.

## Software
Si può contribuire al progetto usando uno dei tanti (EN)  software disponibili.
Sono da poco stati resi disponibili altri pacchetti software sia per ambiente Windows (32 e 64 bit) che Linux (32 e 64 bit):

### Fermat.exe
Il più utilizzato è Fermat.exe, progettato e realizzato da Leonid Durman, e funzionante soltanto su Microsoft Windows.

### GMP-Fermat
È disponibile per tutte le piattaforme basate su Intel, sia a 32 che a 64 bit. È più efficiente di Fermat.exe per N > 18.
Realizzato da Mark Rodenkirch utilizzando routines assembler testate da Geoffrey Reynolds.

### FermFact
È un siever (un programma che elimina tutti i fattori divisibili sino ad un determinato limite).
Viene utilizzato per regioni rettangolari (es. 10000 < N < 20000 e 50000 < k < 100000)
Ricerca ed elimina piccoli e medi fattori, ed il suo output viene poi passato ad un programma di test di primalità.

### Ppsieve
Anch'esso è un siever, particolarmente efficiente, sviluppato per sfruttare il sistema di processori paralleli presente nelle GPU Nvidia, qualora presente.

### PFGW
È un programma per il calcolo di primalità in grado di eseguire anche test per la ricerca di GFN (Generalized Fermat Numbers).